# Villa la Esperanza
Villa la Esperanza är en ort i Mexiko.   Den ligger i kommunen Santiago Lachiguiri och delstaten Oaxaca, i den sydöstra delen av landet, 500 km sydost om huvudstaden Mexico City. Villa la Esperanza ligger 477 meter över havet och antalet invånare är 281.
Terrängen runt Villa la Esperanza är huvudsakligen kuperad. Villa la Esperanza ligger nere i en dal. Runt Villa la Esperanza är det glesbefolkat, med 9 invånare per kvadratkilometer. Närmaste större samhälle är Santiago Malacatepec, 20,0 km nordväst om Villa la Esperanza. I omgivningarna runt Villa la Esperanza växer i huvudsak städsegrön lövskog.